# Riserva naturale integrale delle Tre Cime del Monte Bondone
La riserva naturale integrale delle Tre Cime del Monte Bondone è un'area naturale protetta del Trentino-Alto Adige istituita nel 1968.
Occupa una superficie di 223,14 ha tra i 1580 e 2179 metri sul livello del mare nella Provincia autonoma di Trento.

## Storia
Il territorio dove attualmente si trova la riserva, nel XVI secolo apparteneva al Principe Vescovo di Trento che lo utilizzava come terreno per le battute di caccia. In seguito il territorio venne donato alle comunità di Sopramonte, Sardagna, Garniga, Cavedine, Baselga di Bondone e Vigolo Baselga. Nel XIX secolo la zona iniziò ad essere utilizzata per la pastorizie, fino a poi diventare una base militare strategica con alcune costruzioni di caserma ancora oggi presenti. Nel 1968 con decreto del presidente della giunta regionale del Trentino-Alto Adige del 3 luglio 1968, n. 128 venne istituita l'odierna riserva naturale integrale.

## Territorio

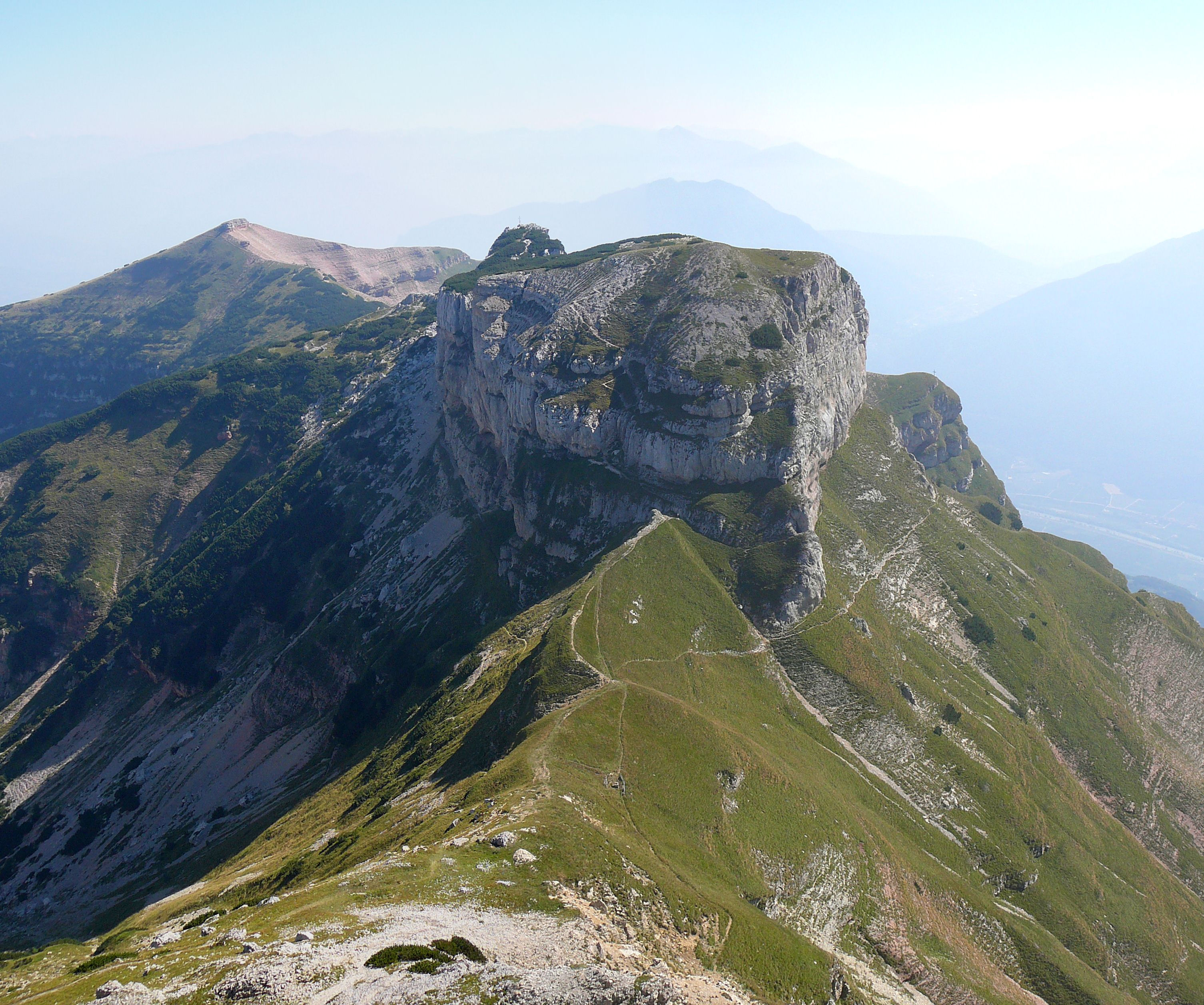
Panorama del Dos d'Abramo

Il territorio della valle è di origine glaciale e raggiunge tre monti; questi sono, in ordine crescente di altezza: il Dos d'Abramo (2.140 m), il Cornetto (2.176 m) e la Cima Verde (2.102 m). Inoltre nella valle vi sono tre fiumi: il Rio Val Magna, che poi prende il nome di Roggia di Garniga, la Roggia di Sopramonte e la Roggia dei Molini; questi ultimi due assieme confluiscono nel Vela.

## Comuni

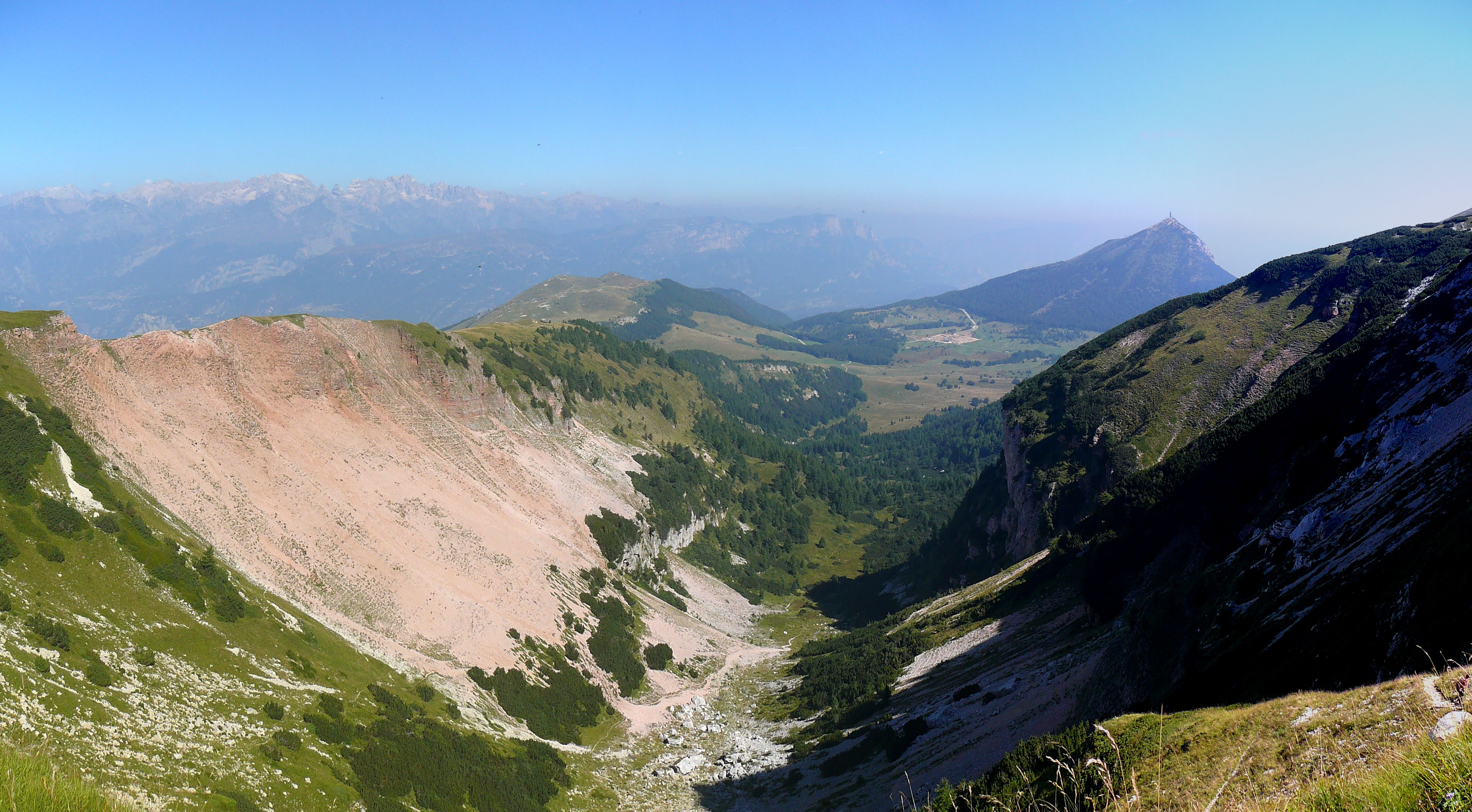
Panorama della Riserva Naturale Integrale Tre Cime del Monte Bondone

Dal punto di vista amministrativo il monte Bondone ricade nei territori comunali di:
- Trento (parte settentrionale);
- Garniga, Cimone e Villa Lagarina (parte orientale);
- Vallelaghi, Madruzzo, Cavedine (parte occidentale).

## Fauna
Tra gli uccelli sono presenti il gracchio alpino, il gallo cedrone, il gallo forcello, la pernice bianca, la coturnice, il corvo imperiale, lo stiaccino, il merlo dal collare, il fanello, l'allodola, il prispolone, il picchio nero, l'allocco, il gufo reale, il falco pecchiaiolo, la poiana, il biancone, lo scricciolo e l'aquila reale, con due coppie riproduttive e la loro prole monitorate e osservate nella riserva da alcuni anni. Altri abitanti dell'area poi il cervo, il capriolo, il camoscio alpino, la volpe, la faina, la martora, la donnola, l'ermellino, la marmotta, la lepre comune, il riccio, il moscardino, il toporagno alpino, l'arvicola delle nevi, il topo selvatico dal collo giallo, l'istrice, la talpa europea, il tasso, lo scoiattolo e nel 2018 è stata scoperta tramite fototrappola la presenza del raro gatto selvatico, il primo esemplare accertato in Trentino. Segnalati di recente sul Bondone anche vari individui di lupi, con almeno un branco che gravita ed è stanziale sulle Tre Cime, mentre da alcuni anni sembra diventata costante la presenza di una popolazione di orso bruno. Alcune aree tra cui la Torbiera delle Viote ed acquitrini ospitano specie anfibie quali tritone alpino, salamandra pezzata, ululone dal ventre giallo, rospo comune (soprattutto presso Lagolo), rana montana ( registrata nella Torbiera e in alcuni stagni delle Viote).

## Flora
Si trovano fustaie di abete rosso che lentamente si stanno mescolando con larici, abeti bianchi e con pini cembri.  L'area protetta Torbiera delle Viote presenta una ricca flora che conta, oltre al prevalente abete rosso che ne costituisce il bosco, una moltitudine di specie più in basso legate all'ecosistema d'acqua dolce di alta quota come nannufaro giallo,giunco fiorito,sagittaria e la pulsatilla.